# 1 شعبان
- السبت
- الأحد
- الاثنين
- الثلاثاء
- الأربعاء
- الخميس
- الجمعة

- 2817 يناير 2026
- 2918 يناير 2026
- 3019 يناير 2026
- 120 يناير 2026
- 221 يناير 2026
- 322 يناير 2026
- 423 يناير 2026
- 524 يناير 2026
- 625 يناير 2026
- 726 يناير 2026
- 827 يناير 2026
- 928 يناير 2026
- 1029 يناير 2026
- 1130 يناير 2026
- 1231 يناير 2026
- 131 فبراير 2026
- 142 فبراير 2026
- 153 فبراير 2026
- 164 فبراير 2026
- 175 فبراير 2026
- 186 فبراير 2026
- 197 فبراير 2026
- 208 فبراير 2026
- 219 فبراير 2026
- 2210 فبراير 2026
- 2311 فبراير 2026
- 2412 فبراير 2026
- 2513 فبراير 2026
- 2614 فبراير 2026
- 2715 فبراير 2026
- 2816 فبراير 2026
- 2917 فبراير 2026
- 118 فبراير 2026
- 219 فبراير 2026
- 320 فبراير 2026

1 شعبان أو 1 شعبان المُعَظّم أو يوم 1 \ 8 (اليوم الأوَّل من الشهر الثامن) هو اليوم الثامن بعد المائتين (208) من أيَّام السنة (أو التاسع بعد المائتين لو كان شهر جمادى الآخرة مُتممًا لليوم الثلاثين أو العاشر بعد المائتين لو أتم كلًا من صفر وربيع الآخر وجمادى الآخرة ثلاثين يومًا) وفق التقويم الهجري القمري (العربي). يبقى بعده 146 أو 147 يومًا لانتهاء السنة.

## أحداث
- 1019هـ - تأسيس مدرسة القبة الشرعية في الهفوف.
- 1147هـ - افتتاح مدرسة الهندسة الإمبراطورية في الدولة العثمانية لتخريج ضباط الاستحكامات والمهندسين العسكريين.
- 1271هـ - حاكم مصر محمد سعيد باشا يقرر إنشاء مجلس تجار مختلط من المصريين والأجانب، وقد تسرب من هذا المجلس القانون الأجنبي ليحل محل المعاملات في الشريعة الإسلامية.
- 1336هـ - آية الله عبد الحسين لاري يعلن الجهاد ضد بريطانيا في إيران، مما أدى إلى انتفاضة القبائل والعشائر في فارس واشتباكها مع القوات البريطانية.
- 1348هـ - مصطفى النحاس يؤلف وزارته الثانية في مصر.
- 1365هـ - تصدير أول شحنة نفط كويتية.
- 1381هـ - الرئيس الإندونيسي أحمد سوكارنو يتعرض لمحاوله اغتيال فاشلة.
- 1385هـ - الشيخ صباح السالم الصباح يتولى الحكم في الكويت خلفًا لأخيه الشيخ عبد الله السالم الصباح.
- 1399هـ - اعتزال الملاكم العالمي محمد علي كلاي.
- 1410هـ - الحكومة الجزائرية توافق على قيام حزب جديد يسمى منظمة العمل الاشتراكي؛ ليرتفع بذلك عدد الأحزاب السياسية المعترف بها في الجزائر إلى 21 حزبًا.
- 1430هـ - انتخاب سوسيلو بامبانغ يودهويونو رئيسًا لِإندونيسيا.
- 1433هـ - المحكمة الدستورية في الكويت تبطل انتخابات مجلس الأمة، وتلغي قرار حل مجلس 2009 الذي حل قبل نحو سبعة شهور وتعيد له سلطاته.
- 1443هـ - 56 قتيلًا و194 جريحًا بهجوم انتحاري على مسجد شيعي في مدينة بيشاور شمال غربي باكستان.

## مواليد
- 900هـ - سليمان القانوني، عاشر سلاطين الدولة العثمانية.
- 1284هـ - باقر الهندي، شاعر عراقي.
- 1322هـ - محمد رضا المظفر، فقيه شيعي عراقي.
- 1337هـ
  - محمد كريم العمراني، وزير أول مغربي.
  - محمود إبراهيم سلامة، خطاط مصري.
- 1348هـ - جعفر نميري، رئيس السودان.
- 1358هـ - سعدية الزيدي، ممثلة عراقية.
- 1366هـ -
  - سلمان رشدي، كاتب بريطاني من أصل هندي.
  - حسن شحاتة، لاعب ومدرب كرة قدم مصري.
- 1367هـ - هالة فاخر، ممثلة مصرية.
- 1373هـ - علي الحجار، مغني مصري.
- 1377هـ - جمال حمدان، ممثل وممثل صوت لبناني.
- 1378هـ - علي بونغو أونديمبا، رئيس الغابون.
- 1387هـ - ليلى جبر، ممثلة سورية.
- 1393هـ - عبدو حكيم، ممثل وممثل صوت لبناني.
- 1396هـ - أروى، مغنية يمنية.
- 1403هـ - يحيى (يايا) توريه، لاعب كرة قدم إيفواري.
- 1404هـ - حسن الرداد، ممثل مصري.

## وفيات
- 1266هـ - محمد حسن النجفي، فقيه مسلم وموسوعي عراقي.
- 1281هـ - جواد بدقت، شاعر عراقي.
- 1385هـ - عبد الله السالم الصباح، أمير دولة الكويت.
- 1409هـ - سعيد حوى، مراقب جماعة الإخوان المسلمين في سوريا.
- 1415هـ - محمد سياد بري، رئيس الصومال.
- 1425هـ - إبراهيم مرعشلي، ممثل لبناني.
- 1436هـ - حسن مصطفى، ممثل مصري.
- 1446هـ - محمد الطويان، ممثل سعودي.

## وصلات خارجية
- موقع قصة الإسلام: حدث في شهر شعبان.